# Angonyx papuana
 Angonyx papuana là một loài bướm đêm thuộc họ Sphingidae. Nó được tìm thấy ở Papua New Guinea, miền bắc Queensland và quần đảo Bismarck.
Sải cánh dài khoảng 50 mm. Con lớn có cánh trước mày nâu với đầu cánh nhạt, cánh sau màu nâu đậm hơn.

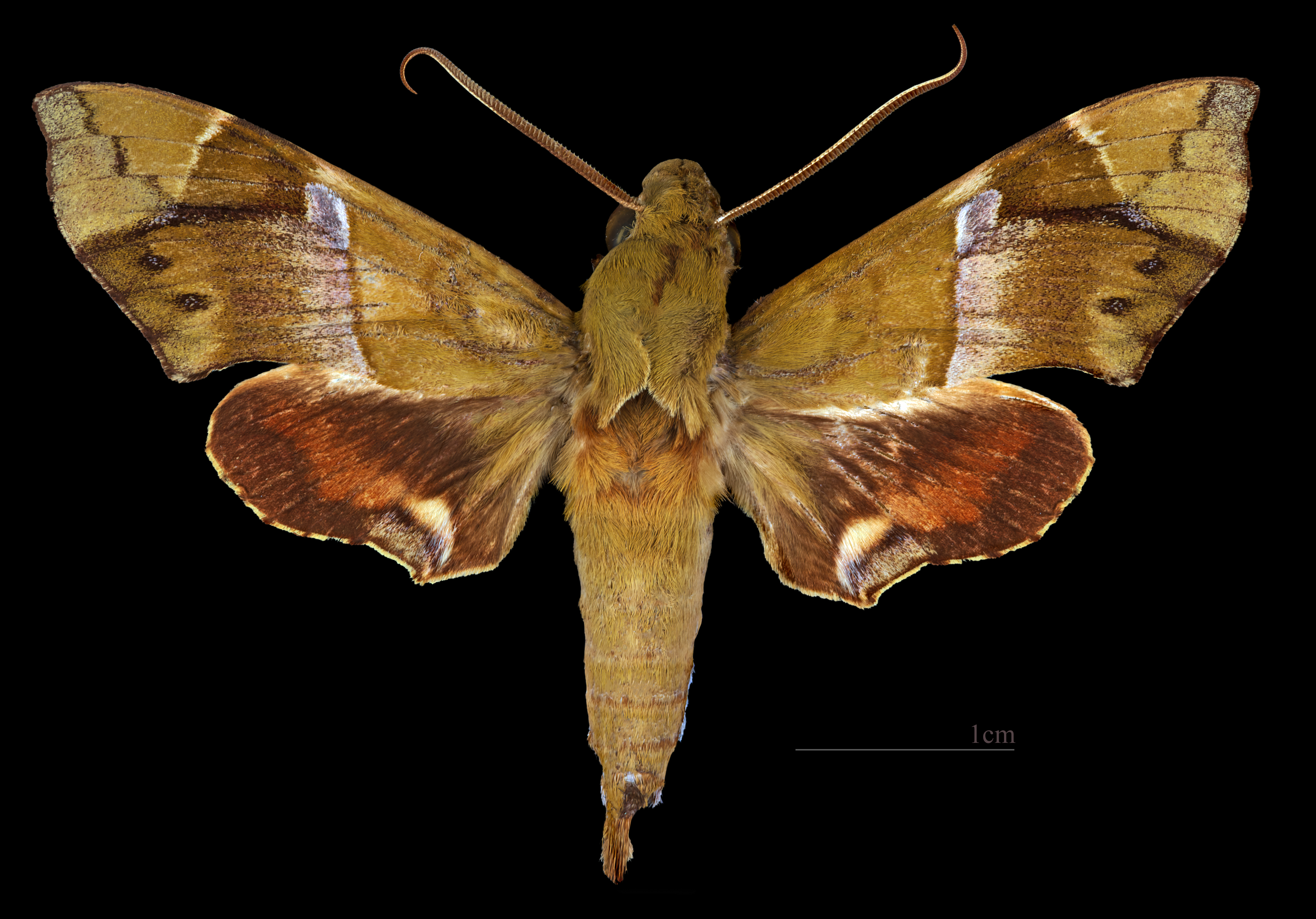
Angonyx papuana ♂
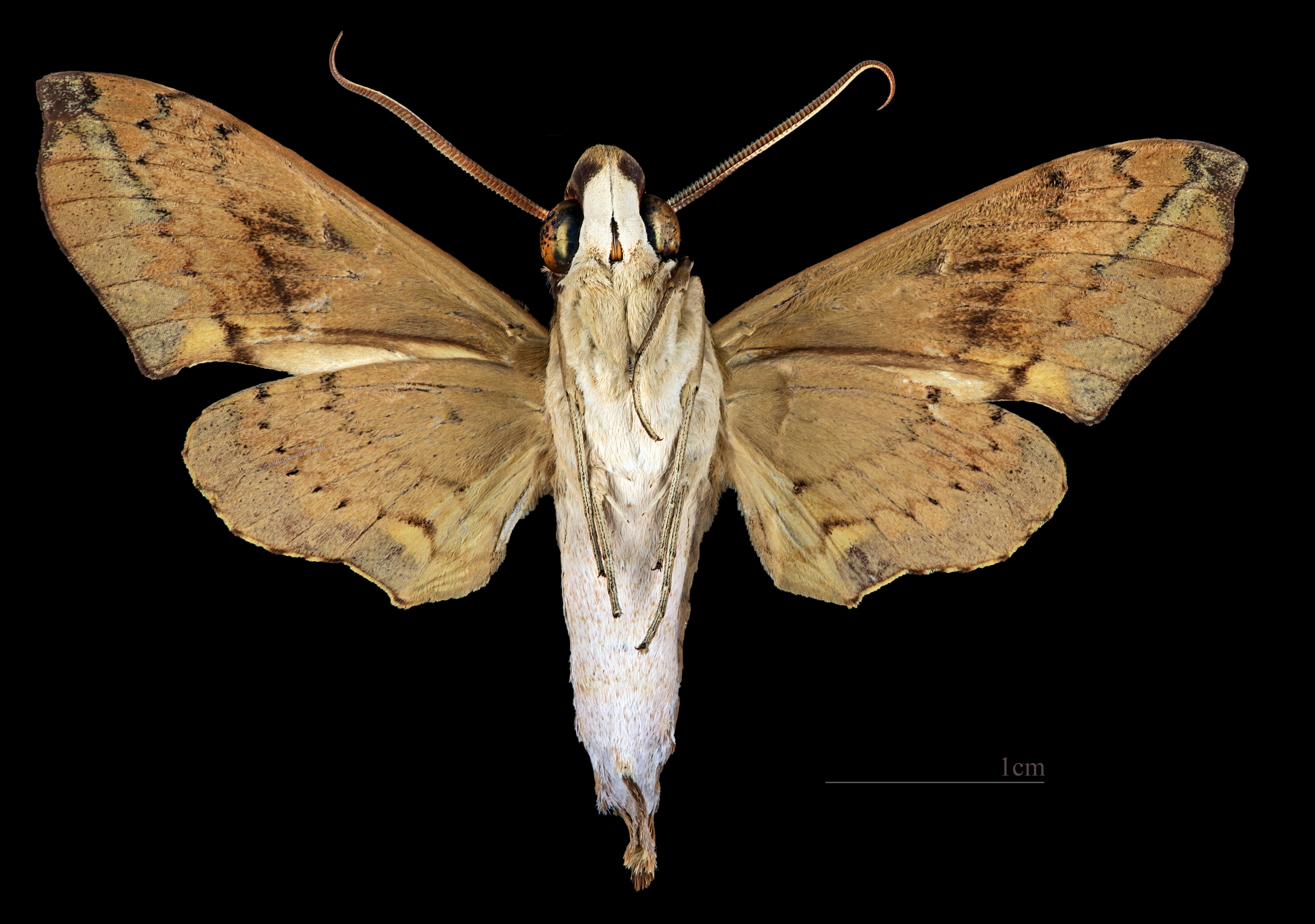
Angonyx papuana ♂  △

## Phụ loài
- Angonyx papuana papuana
- Angonyx papuana bismarcki P.B. Clark, 1929 (New Ireland, quần đảo Bismarck)